# Kekurnyj
Kekurnyj (rusky Кекурный) je název vulkanického komplexu, sestávajícího ze dvou překrývajících se štítových vulkánů. Nachází se v jižní části pohoří Středokamčatský hřbet na Kamčatce, severně od stratovulkán Anaun a severozápadně od štítové sopky Krajnij. Masiv komplexu Kekurnyj vznikl převážně z čedičových až bazaltovo-andezitových horninam a křižuje ho riftový systém, táhnoucí se ve směru severovýchod-jihozápad. Věk vzniku komplexu se odhaduje na pozdní kvartér (konec pleistocénu až začátek holocénu). Věk poslední erupce není přesně zdokumentován, ale odhaduje se na holocén.